# Hrabstwo Drew

Piramida wieku hrabstwa

Hrabstwo Drew (ang. Drew County) – hrabstwo w stanie Arkansas w Stanach Zjednoczonych.
Obszar całkowity hrabstwa obejmuje powierzchnię 835.65 mil2 (2 164 km²). Według danych z 2010 r. hrabstwo miało 18 509 mieszkańców. Hrabstwo powstało 26 listopada 1846.

## Główne drogi
- U.S. Highway 165
- U.S. Highway 278
- U.S. Highway 425
- Highway 4
- Highway 8
- Highway 35
- Highway 133
- Highway 530

## Sąsiednie hrabstwa
- Hrabstwo Lincoln (północ)
- Hrabstwo Desha (północny wschód)
- Hrabstwo Chicot (południowy wschód)
- Hrabstwo Ashley (południe)
- Hrabstwo Bradley (zachód)
- Hrabstwo Cleveland (północny zachód)

## Miasta i miejscowości
| - Jerome - Monticello - Tillar | - Wilmar - Winchester |